# 188 (číslo)
Sto osmdesát osm je přirozené číslo, které následuje po čísle sto osmdesát sedm a předchází číslu sto osmdesát devět. Římskými číslicemi se zapisuje CLXXXVIII a řeckými číslicemi ρπη.

## Matematika
188 je:
- Deficientní číslo
- Šťastné číslo
- Nepříznivé číslo
- Rozdíl dvou druhých mocnin (482 – 462)

## Chemie
- 188 je nukleonové číslo čtvrtého nejběžnějšího izotopu osmia[1]

## Astronomie
- (188) Menippe je planetka hlavního pásu, kterou objevil v roce 1878 Christian Heinrich Friedrich Peters

## Doprava
- Silnice II/188 je česká silnice II. třídy vedoucí na trase I/20 – Defurovy Lažany – Horažďovice[2]

## Roky
- 188
- 188 př. n. l.